# 일리파 전투
일리파 전투는 제2차 포에니 전쟁 당시 로마 공화정과 카르타고군과의 전투로 스키피오 아프리카누스가 히스파니아에서 카르타고를 상대로 최대의 전과를 이룬 전투이다.

## 전투 전의 상황
바이쿨라 전투 이후 하스드루발 바르카는 이탈리아로 떠났고 히스파니아의 카르타고군은 대규모 증원군을 받았다. 마고네 바르카와 시스코네로 나뉜 카르타고군을 상대로 스키피오는 선뜻 공격을 나서지 못하고 있었다. 기원전 207년의 겨울을 숙영지에서 보내고 이듬해 봄 마고네와 시스코네 양군은 일리파(현재 스페인의 세비야 북쪽)에서 다시 뭉쳤고 스키피오는 조심스럽게 그들과 일전을 벌이기 위해 일리파로 접근했다.
스키피오의 군대가 도착하자 마고네는 마시니사가 지휘하는 누미디아 기병을 이용하여 로마군 진영에 대한 과감한 공격을 시도했으나 이를 미리 간파한 스키피오가 기병을 숲속에 숨겨놓고 대비하여 카르타고군은 손실을 입었다. 이 첫 조우이후 며칠간 양군은 진을 펼쳐 놓고 서로를 탐색하면서 보냈다. 이 며칠간 스키피오는 로마군은 중앙에, 히스파니아의 부대를 양날개에 배치했는데 카르타고군은 전투 당일에도 이러한 진영을 예상하고 있었다.

## 전투의 전개 상황
전투 당일 로마군은 예상을 깨고 새벽부터 전장으로 나왔고 진영의 배치도 중앙에 히스파니아 부대를 배치하고 양날개에 주력인 로마군을 배치했다. 갑작스러운 진용에 놀란 카르타고군은 성급히 진영을 꾸렸고 이로 인해 초반부터 고전을 면치 못했다. 특히 적의 주력인 로마군이 카르타고군의 가장 약한 부분을 치고 들어왔고 전투 코끼리가 혼란을 가중시키면서 카르타고군의 강점인 누미디아 기병대가 활동하는 데 방해가 생겨 전선은 급속히 무너졌다. 로마군은 삼면에서 포위공격으로 점점 압박해 왔고 결국 카르타고군은 유일한 출구인 후방으로 달아났다.
로마군은 추격을 벌였으나 이어 쏟아진 엄청난 소나기 때문에 추격을 포기할 수밖에 없었다. 그러나 도망친 카르타고 병사는 고작 6천 명 정도뿐이었고 카르타고의 세 장군 모두 달아나기에 급급한 상황이었다.

## 전투의 결과
이 참패로 카르타고는 히스파니아에서 완전히 그 세력이 괴멸되었다. 시스코네는 북아프리카로 달아났고 마고네는 발레아레스로 가서 이탈리아에 있는 한니발에게로 갈 준비를 했다.
스키피오는 일리파의 승리로 자신의 아버지와 삼촌의 원수를 갚았고 로마로 돌아와 만장일치로 기원전 205년의 집정관에 선출되었다. 또한 누미디아의 시팍스와 마시니사에게 모두 로마의 편에 서달라는 외교공작을 펼치고 카르타고 본토 북아프리카 침공을 위한 발판을 마련하였다.